# Opsine
Opsine (szerbül: Опсине), település Bosznia-Hercegovinában, a Szerb Köztársaság északi régiójában Doboj községben.

## Fekvése
A település Bosznia-Hercegovina északi részén, Dobojtól légvonalban 8, közúton 12 km-re északnyugatra, a Krnjin régióban, a Boszna-folyótól nyugatra elterülő dombokon, 135-260 méteres magasságban található.

## Népessége
| Nemzetiségi csoport | Népesség 1991 | Népesség 2013 |
| ------------------- | ------------- | ------------- |
| Szerb               | 334           | 233           |
| Bosnyák             | 0             | 0             |
| Horvát              | 1             | 1             |
| Jugoszláv           | 2             | 0             |
| Egyéb               | 14            | 0             |
| Összesen            | 351           | 234           |

## Története
A település 1878-ig tartozott az Oszmán Birodalomhoz, ekkor a berlini kongresszus határozata alapján az Osztrák-Magyar Monarchia része lett. 1879-ben az első osztrák-magyar népszámlálás során a Derventi járáshoz tartozó településnek 19 háztartása és 128 ortodox lakosa volt. 1910-ben a Derventai járáshoz tartozó településen 25 háztartást és 202 ortodox lakost találtak. A monarchia szétesésével 1918-ban előbb a Szerb-Horvát-Szlovén Királyság, majd 1929-től a Jugoszláv Királyság része lett. Az 1929-es törvény értelmében, amikor Bosznia-Hercegovinát négy banovinára, Drinskára, Vrbaskára, Zetskára és Primorskára osztották, a település a Vrbaska banovina része lett, amelynek székhelye Banja Luka volt.
A második világháborúban Jugoszlávia megszállása után a Független Horvát Állam (NDH) része lett. A második világháború után 1992-ig a település a szocialista Jugoszlávia keretében a Bosznia-Hercegovinai Népköztársaság része volt. Az 1992. június 8-tól kezdődő Koridor ’92 hadművelet keretében a falu határában levő Ristića Gajnál zajlott a boszniai háború egyik legnagyobb csatája, melynek során a Boszniai Szerb Hadsereg erői áttörték az „Élet folyosóját”, amely véget vetett a Boszniai Szerb Köztársaság és a Krajinai Szerb Köztársaság nyugati részén, mintegy másfélmillió szerb 42 napig tartó szárazföldi és légi blokádjának. A folyosó áttöréséért folytatott harcok 1992. június 12. és 28. között tartottak. A hadműveletben a Boszniai Szerb Hadsereg (VRS) 877, a Boszniai Szerb Milicia (MUP) 15 és a Boszniai Szerb Krajina Hadseregének 17 katonája esett el. A boszniai háborút lezáró daytoni békeszerződés rendelkezése alapján az ország területét felosztották a Bosznia-hercegovinai Föderáció és a boszniai Szerb Köztársaság között.  A békeszerződés utáni területmegosztási megállapodás értelmében a Boszniai Szerb Köztársasághoz és Doboj községhez került.

## Nevezetességei
Ristića Gaj-i szerb nemzeti emlékhely.